# 中島みゆき THE BEST
『中島みゆき THE BEST』（なかじまみゆき ザ・ベスト）は、カセットテープは1985年12月15日、CDは1986年1月5日に発売された中島みゆきのベスト・アルバムである。

## 解説
- 中島みゆきのデビューシングル｢アザミ嬢のララバイ｣（1975年9月25日発売）から、16枚目のシングル｢孤独の肖像｣（1985年9月18日発売）までの、シングルA面曲だけを集めたアルバム。
- 中島の作品は、シングルだけで発表された曲やシングルとアルバムではバージョンが違う曲が多かったため、このアルバムに収められている作品のほとんどはずっとアルバム未収録であり、未CD化だった。しかし、翌1987年にA面のみならずB面収録曲もすべて収めたシングル・コレクション『Singles』が発表された。
- なお、同名タイトルのカセットテープも存在していたが[注 1]、こちらはCDとは収録曲や曲順が異なっている。
- 後に発売されたシングル・コレクションやベスト・アルバムの発売によって、本作は現在廃盤となっている[1]。

## 批評
『CDジャーナル』は、「全編これオンナの匂いがするあたりがみゆき嬢らしいか。」と批評した。

## 収録曲

### CD
- 全作詞・作曲：中島みゆき、編曲は下記を参照のこと。

1. アザミ嬢のララバイ
編曲:船山基紀
  - 1stシングル。アルバム『私の声が聞こえますか』にはアルバムバージョンで収録されている。シングルバージョンはアルバム初収録。
2. 時代
編曲:船山基紀
  - 2ndシングル。アルバム『私の声が聞こえますか』にはアルバムバージョンで収録されている。シングルバージョンはアルバム初収録。
3. こんばんわ
編曲:西崎進
  - 3rdシングル。アルバム初収録。
4. 夜風の中から
編曲:萩田光雄
  - 4thシングル。アルバム『みんな去ってしまった』にはアルバムバージョンで収録されている。シングルバージョンはアルバム初収録。
5. わかれうた
編曲:吉野金次、福井峻
  - 5thシングル。アルバム『愛していると云ってくれ』にも収録されている。
6. おもいで河
編曲:若草恵
  - 6thシングル。アルバム初収録。
7. りばいばる
編曲:戸塚修
  - 7thシングル。アルバム初収録。
8. かなしみ笑い
編曲:吉野金次、青木望
  - 8thシングル。アルバム初収録。
9. ひとり上手
編曲:萩田光雄
  - 9thシングル。アルバム『臨月』にはアルバムバージョンで収録されている。シングルバージョンはアルバム初収録。
10. あした天気になれ
編曲:星勝
  - 10thシングル。アルバム『臨月』からのシングルカット曲。
11. 悪女
編曲:船山基紀
  - 11thシングル。アルバム『寒水魚』にはアルバムバージョンで収録されている。シングルバージョンはアルバム初収録。
12. 誘惑
編曲:船山基紀
  - 12thシングル。アルバム初収録。
13. 横恋慕
編曲:船山基紀
  - 13thシングル。アルバム初収録。
14. あの娘
編曲:井上堯之
  - 14thシングル。アルバム初収録。
15. ひとり
編曲:船山基紀
  - 15thシングル。アルバム『はじめまして』にはアルバムバージョンで収録されている。シングルバージョンはアルバム初収録。
16. 孤独の肖像
編曲:後藤次利
  - 16thシングル。アルバム「miss M.」にはアルバムバージョンで収録されている。シングルバージョンはアルバム初収録。

## カセットテープ

### SIDE A
1. 孤独の肖像
2. 100人目の恋人
編曲:後藤次利
3. 悪女
4. 誘惑
5. 横恋慕
6. おもいで河
7. かなしみ笑い
8. あした天気になれ
9. 僕たちの将来
編曲:小野崎孝輔
10. はじめまして
編曲:倉田信雄

### SIDE B
1. わかれうた
2. アザミ嬢のララバイ
3. 時代
4. 夜風の中から
5. りばいばる
6. ひとり上手
7. あの娘
8. ひとりぽっちで踊らせて
編曲:チト河内
9. カム・フラージュ
編曲:チト河内
10. ひとり